# بابی کانلیف (بازیکن فوتبال، زاده ۱۹۲۸)
بابی کانلیف (انگلیسی: Bobby Cunliffe؛ ۲۷ دسامبر ۱۹۲۸ – ۲۵ ژانویهٔ ۲۰۰۰) بازیکن فوتبال اهل بریتانیا بود.
از باشگاه‌هایی که در آن بازی کرده‌است می‌توان به باشگاه فوتبال چسترفیلد، باشگاه فوتبال ساوتپورت، و باشگاه فوتبال منچستر سیتی اشاره کرد.